# Copa Amèrica de futbol de 2004
La Copa Amèrica de futbol de 2004 va ser la 41a edició de la Copa Amèrica de futbol. La competició va ser organitzada per la CONMEBOL i es va organitzar al Perú. La selecció de Brasil va guanyar el campionat derrotant la selecció de l'Argentina per 2-4 a la tanda de penals, després que el partit hagués finalitzat amb empat a dos.

## Seleccions participants
- Argentina
- Bolívia
- Brasil
- Colòmbia (campió vigent)
- Costa Rica (convidat)
- Equador
- Mèxic (convidat)
- Paraguai
- Perú (seu)
- Veneçuela
- Xile

## Seus
| Lima                 | Cuzco                                       | Arequipa                                    |
| -------------------- | ------------------------------------------- | ------------------------------------------- |
| Estadi Nacional      | Estadi Garcilaso                            | Estadi Arequipa                             |
| Capacitat: 45.574    | Capacitat: 45.056                           | Capacitat: 40.000                           |
|                      |                                             |                                             |
| Piura                | ArequipaChiclayoCuzcoLimaPiuraTacnaTrujillo | ArequipaChiclayoCuzcoLimaPiuraTacnaTrujillo |
| Estadi Miguel Grau   | ArequipaChiclayoCuzcoLimaPiuraTacnaTrujillo | ArequipaChiclayoCuzcoLimaPiuraTacnaTrujillo |
| Capacitat: 26.550    | ArequipaChiclayoCuzcoLimaPiuraTacnaTrujillo | ArequipaChiclayoCuzcoLimaPiuraTacnaTrujillo |
|                      | ArequipaChiclayoCuzcoLimaPiuraTacnaTrujillo | ArequipaChiclayoCuzcoLimaPiuraTacnaTrujillo |
| Tacna                | Chiclayo                                    | Trujillo                                    |
| Estadi Jorge Basadre | Estadi Elías Aguirre                        | Estadi Mansiche                             |
| Capacitat: 25.850    | Capacitat: 25.000                           | Capacitat: 25.000                           |
|                      |                                             |                                             |

## Primera fase

### Grup A
| Equip     | Pts | PJ | PG | PE | PP | GF | GC | Dif |
| --------- | --- | -- | -- | -- | -- | -- | -- | --- |
| Colòmbia  | 7   | 3  | 2  | 1  | 0  | 4  | 2  | 2   |
| Perú      | 5   | 3  | 1  | 2  | 0  | 7  | 5  | 2   |
| Bolívia   | 2   | 3  | 0  | 2  | 1  | 3  | 4  | -1  |
| Veneçuela | 1   | 3  | 0  | 1  | 2  | 2  | 5  | -3  |

| Colòmbia   | 1-0 (1-0) | Veneçuela |
| ---------- | --------- | --------- |
| Moreno 21' |           |           |

| Perú                       | 2-2 (0-1) | Bolívia                  |
| -------------------------- | --------- | ------------------------ |
| Pizarro 68' · Palacios 86' |           | Botero 36' · Álvarez 57' |

| Colòmbia  | 1-0 (0-0) | Bolívia |
| --------- | --------- | ------- |
| Perea 90' |           |         |

| Perú                                   | 3-1 (1-0) | Veneçuela     |
| -------------------------------------- | --------- | ------------- |
| Farfán 34' · Solano 62' · Acasiete 72' |           | Margiotta 74' |

| Veneçuela | 1-1 (1-1) | Bolívia     |
| --------- | --------- | ----------- |
| Morán 27' |           | Galindo 32' |

| Perú                     | 2-2 (0-1) | Colòmbia                |
| ------------------------ | --------- | ----------------------- |
| Solano 58' · Maestri 60' |           | Congo 34' · Aguilar 52' |

### Grup B
| Equip     | Pts | PJ | PG | PE | PP | GF | GC | Dif |
| --------- | --- | -- | -- | -- | -- | -- | -- | --- |
| Mèxic     | 7   | 3  | 2  | 1  | 0  | 5  | 3  | 2   |
| Argentina | 6   | 3  | 2  | 0  | 1  | 10 | 4  | 6   |
| Uruguai   | 4   | 3  | 1  | 1  | 1  | 6  | 7  | -1  |
| Equador   | 0   | 3  | 0  | 0  | 3  | 3  | 10 | -7  |

| Uruguai                 | 2-2 (1-1) | Mèxic                  |
| ----------------------- | --------- | ---------------------- |
| Bueno 43' · Montero 87' |           | Osorio 45' · Pardo 69' |

| Argentina                                                                   | 6-1 (1-0) | Equador     |
| --------------------------------------------------------------------------- | --------- | ----------- |
| K. González 5' · Saviola 64', 69', 74' · D'Alessandro 84' · L. González 90' |           | Delgado 62' |

| Uruguai                | 2-1 (0-0) | Equador   |
| ---------------------- | --------- | --------- |
| Forlán 61' · Bueno 73' |           | Salas 73' |

| Mèxic      | 1-0 (1-0) | Argentina |
| ---------- | --------- | --------- |
| Morales 9' |           |           |

| Mèxic                         | 2-1 (2-0) | Equador     |
| ----------------------------- | --------- | ----------- |
| Altamirano 26' · Bautista 42' |           | Delgado 71' |

| Argentina                                       | 4-2 (2-2) | Uruguai                     |
| ----------------------------------------------- | --------- | --------------------------- |
| K. González 20' · Figueroa 21', 90' · Ayala 87' |           | Estoyanoff 8' · Sánchez 39' |

### Grup C
| Equip      | Pts | PJ | PG | PE | PP | GF | GC | Dif |
| ---------- | --- | -- | -- | -- | -- | -- | -- | --- |
| Paraguai   | 7   | 3  | 2  | 1  | 0  | 4  | 2  | 2   |
| Brasil     | 6   | 3  | 2  | 0  | 1  | 6  | 3  | 3   |
| Costa Rica | 3   | 3  | 1  | 0  | 2  | 3  | 6  | -3  |
| Xile       | 1   | 3  | 0  | 1  | 2  | 2  | 4  | -2  |

| Paraguai       | 1-0 (0-0) | Costa Rica |
| -------------- | --------- | ---------- |
| Dos Santos 85' |           |            |

| Brasil           | 1-0 (0-0) | Xile |
| ---------------- | --------- | ---- |
| Luís Fabiano 90' |           |      |

| Brasil                           | 4-1 (1-0) | Costa Rica |
| -------------------------------- | --------- | ---------- |
| Adriano 45', 54', 68' · Juan 49' |           | Marín 81'  |

| Paraguai      | 1-1 (0-0) | Xile         |
| ------------- | --------- | ------------ |
| Cristaldo 79' |           | González 71' |

| Xile       | 1-2 (1-0) | Costa Rica              |
| ---------- | --------- | ----------------------- |
| Olarra 40' |           | Wright 59' · Herrón 90' |

| Brasil           | 1-2 (1-1) | Paraguai                   |
| ---------------- | --------- | -------------------------- |
| Luís Fabiano 35' |           | González 29' · Bareiro 71' |

### Millors tercers
Els dos millors tercers passen a la segona ronda.
| Equip      | Gr | Pts | PJ | PG | PE | PP | GF | GC | Dif |
| ---------- | -- | --- | -- | -- | -- | -- | -- | -- | --- |
| Uruguai    | B  | 4   | 3  | 1  | 1  | 1  | 6  | 7  | -1  |
| Costa Rica | C  | 3   | 3  | 1  | 0  | 2  | 3  | 6  | -3  |
| Bolívia    | A  | 2   | 3  | 0  | 2  | 1  | 3  | 4  | -1  |

## Segona fase
|  | Quarts de final        | Quarts de final    |                    |          | Semifinals  | Semifinals  |  |  | Final               | Final |
|  |                        |                    |                    |          |             |             |  |  |                     |       |
|  | Chiclayo, 17 de juliol |                    |                    |          |             |             |  |  |                     |       |
|  |                        |                    |                    |          |             |             |  |  |                     |       |
|  | Argentina              | 1                  |                    |          |             |             |  |  |                     |       |
|  | Argentina              | 1                  | Lima, 20 de juliol |          |             |             |  |  |                     |       |
|  | Perú                   | 0                  |                    |          |             |             |  |  |                     |       |
|  | Perú                   | 0                  | Argentina          | 3        |             |             |  |  |                     |       |
|  | Trujillo, 17 de juliol |                    | Argentina          | 3        |             |             |  |  |                     |       |
|  |                        | Colòmbia           | 0                  |          |             |             |  |  |                     |       |
|  | Colòmbia               | Colòmbia           | 0                  | 2        |             |             |  |  |                     |       |
|  | Colòmbia               |                    | Lima, 25 de juliol | 2        |             |             |  |  |                     |       |
|  | Costa Rica             | 0                  |                    |          |             |             |  |  |                     |       |
|  | Costa Rica             | 0                  | Argentina          | 2 (2)    |             |             |  |  |                     |       |
|  | Piura, 18 de juliol    |                    | Argentina          | 2 (2)    |             |             |  |  |                     |       |
|  |                        | Brasil (p)         | 2 (4)              |          |             |             |  |  |                     |       |
|  | Mèxic                  | Brasil (p)         | 2 (4)              | 0        |             |             |  |  |                     |       |
|  | Mèxic                  | Lima, 21 de juliol |                    | 0        |             |             |  |  |                     |       |
|  | Brasil                 | 4                  |                    |          |             |             |  |  |                     |       |
|  | Brasil                 | 4                  | Brasil (p)         | 1 (5)    | Tercer lloc | Tercer lloc |  |  |                     |       |
|  | Tacna, 18 de juliol    |                    | Brasil (p)         | 1 (5)    | Tercer lloc | Tercer lloc |  |  |                     |       |
|  |                        | Uruguai            | 1 (3)              |          |             |             |  |  |                     |       |
|  | Uruguai                | Uruguai            | 1 (3)              | 3        | Uruguai     | 2           |  |  |                     |       |
|  | Uruguai                |                    |                    | 3        | Uruguai     | 2           |  |  |                     |       |
|  | Paraguai               | 1                  |                    | Colòmbia | 1           |             |  |  |                     |       |
|  | Paraguai               | 1                  |                    |          | 1           |             |  |  |                     |       |
|  |                        |                    |                    |          |             |             |  |  | Cusco, 24 de juliol |       |
|  |                        |                    |                    |          |             |             |  |  |                     |       |

### Quarts de final
| Perú | 0-1 (0-0) | Argentina |
| ---- | --------- | --------- |
|      |           | Tévez 60' |

| Colòmbia                 | 2-0 (2-0) | Costa Rica |
| ------------------------ | --------- | ---------- |
| Aguilar 41' · Moreno 45' |           |            |

| Paraguai    | 1-3 (1-1) | Uruguai                    |
| ----------- | --------- | -------------------------- |
| Gamarra 16' |           | Bueno 40' · Silva 66', 89' |

| Mèxic | 0-4 (0-1) | Brasil                                     |
| ----- | --------- | ------------------------------------------ |
|       |           | Alex 26' · Adriano 65', 78' · Oliveira 87' |

### Semifinals
| Argentina                               | 3-0 (1-0) | Colòmbia |
| --------------------------------------- | --------- | -------- |
| Tévez 23' · L. González 51' · Sorín 80' |           |          |

| Brasil                                          | 1-1 (0-1) | Uruguai                         |
| ----------------------------------------------- | --------- | ------------------------------- |
| Adriano 46'                                     |           | Sosa 22'                        |
| Tanda de penals                                 |           |                                 |
| Luisão · Luís Fabiano · Adriano · Renato · Alex | 5 – 3     | Silva · Viera · Pouso · Sánchez |

### Tercer lloc
| Colòmbia    | 1-2 (0-0) | Uruguai                     |
| ----------- | --------- | --------------------------- |
| Herrera 71' |           | Estoyanoff 3' · Sánchez 81' |

### Final
| Argentina                                   | 2-2 (1-1) | Brasil                       |
| ------------------------------------------- | --------- | ---------------------------- |
| K. González 21' · Delgado 87'               |           | Luisão 45' · Adriano 90'     |
| Tanda de penals                             |           |                              |
| D'Alessandro · Heinze · K. González · Sorín | 2 - 4     | Adriano · Edú · Diego · Juan |

## Resultat
| Copa Amèrica 2004 |
| ----------------- |
| Brasil            |
| Brasil Setè títol |

## Golejadors
7 gols
- Adriano

3 gols
- Kily González
- Javier Saviola
- Carlos Bueno

2 gols
- Luciano Figueroa
- Lucho González
- Carlos Tevez
- Abel Aguilar
- Tressor Moreno
- Luís Fabiano
- Agustín Delgado
- Nolberto Solano
- Fabian Estoyanoff
- Vicente Sánchez
- Darío Silva

1 gol
- Roberto Ayala
- Andrés D'Alessandro
- César Delgado
- Juan Pablo Sorín
- Lorgio Álvarez
- Joaquín Botero
- Gonzalo Galindo
- Alex
- Juan
- Luisão
- Ricardo Oliveira
- Sebastián González
- Rafael Olarra
- Edwin Congo
- Sergio Herrera
- Edixon Perea
- Andy Herrón
- Luis Marín
- Mauricio Wright
- Franklin Salas
- Héctor Altamirano
- Adolfo Bautista
- Ramón Morales
- Ricardo Osorio
- Pável Pardo
- Fredy Barreiro
- Ernesto Cristaldo
- Julio dos Santos
- Carlos Gamarra
- Julio González
- Santiago Acasiete
- Jefferson Farfán
- Flavio Maestri
- Roberto Palacios
- Claudio Pizarro
- Diego Forlán
- Paolo Montero
- Marcelo Sosa
- Massimo Margiotta
- Ruberth Morán